# Загужане
Загужане е село в община Сурдулица, Пчински окръг, Сърбия. Според преброяването от 2011 г. населението му е 979 жители.

## Население
- 1948 – 424
- 1953 – 478
- 1961 – 448
- 1971 – 482
- 1981 – 648
- 1991 – 744
- 2002 – 890
- 2011 – 979

## Етнически състав
(2002)
- 747 (83,93%) – сърби
- 104 (11,68%) – цигани
- 2 (0,22%) – словенци
- 1 (0,11%) – българи
- 1 (0,11%) – хървати
- 1 (0,11%) – руснаци
- 4 (0,44%) – непознати